# Luadas

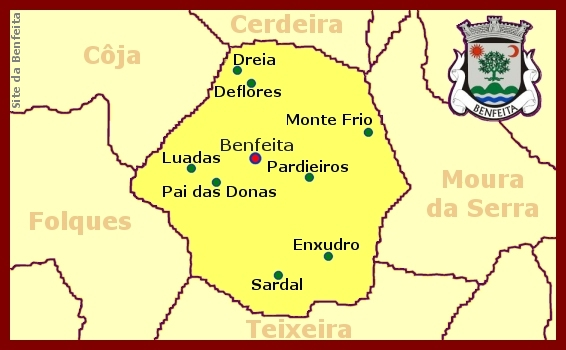
Localização de Luadas na Freguesia de Benfeita

Luadas é uma aldeia situada na Freguesia de Benfeita, Município de Arganil, Distrito de Coimbra.
Nesta terra existe uma Comissão de Melhoramentos.

## Património
- Torre com sino datada de 1983.

## Festividades
- Festa em Agosto em honra de São Simão.